# Šatlava v České Lípě
Šatlava v České Lípě, resp. Archeologické muzeum Českolipska - Šatlava je název pobočky Vlastivědného muzea a galerie v České Lípě. Zrekonstruovaná, památkově chráněná budova bývala městskou šatlavou – věznicí, dnes je zde archeologická pobočka muzea a v přízemí velké výstavní prostory.

## Historie objektu
Přesné datum postavení objektu známo není, průkazný je zápis z roku 1785. O českolipském vězení je záznam již z roku 1572, ovšem není známo, zda bylo v této budově. Ulička u tehdejších hradeb se jmenovala Stockhausgasse, česky Vězeňská ulice. Vězení zde existovalo až do roku 1935.

### Rekonstrukce
Pro záchranu chátrajícího objektu byl vypracován projekt Vybudování archeologického muzea pro Českolipsko, podařilo se získat dotaci z Libereckého kraje a z Evropského fondu pro regionální rozvoj Evropské unie, část finančních prostředků věnovalo město. Celková rekonstrukce byla provedena v letech 2009 a 2010.
Slavnostní otevření objektu bylo 22. února 2011.

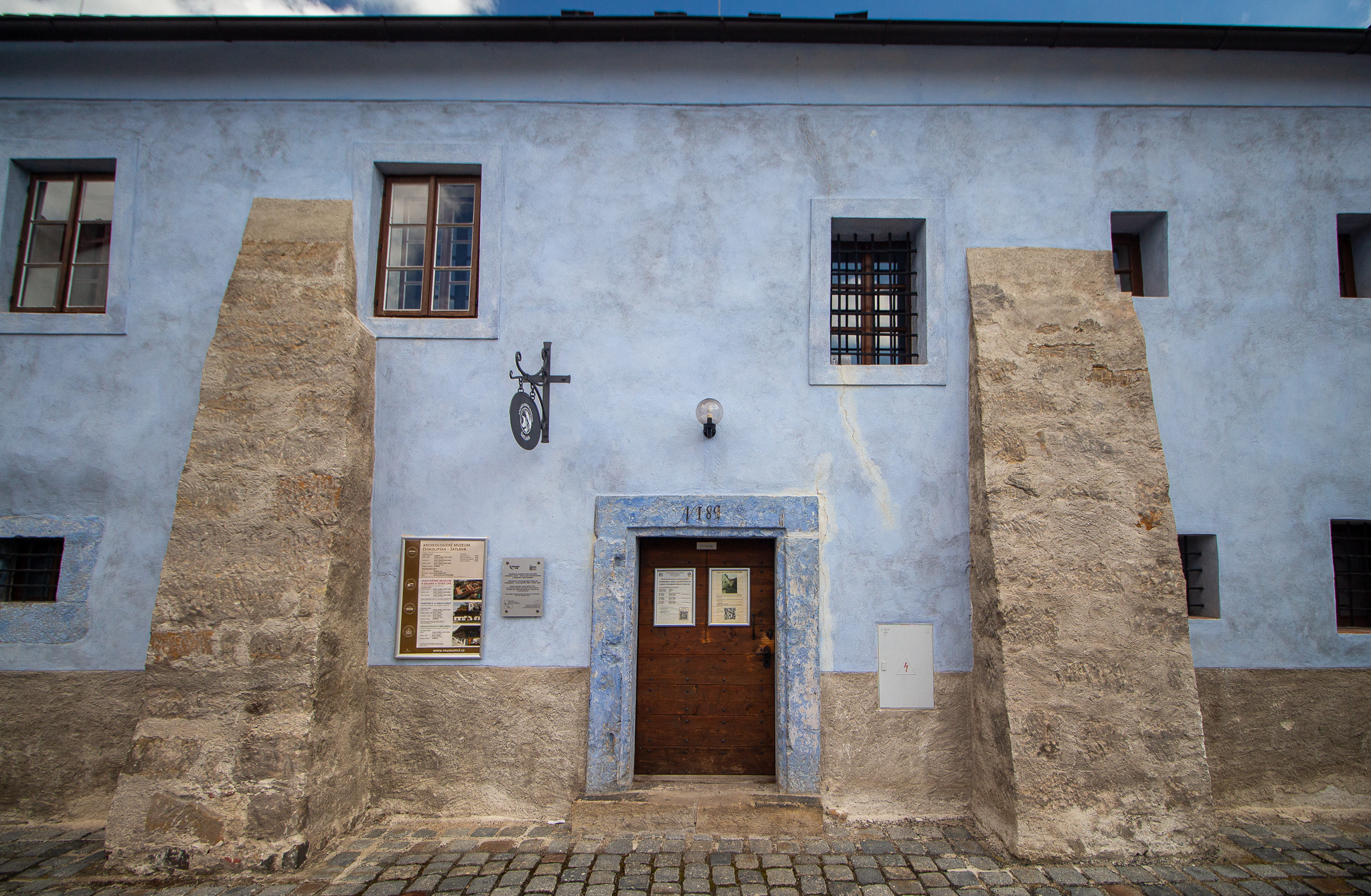
Vstupní část muzea

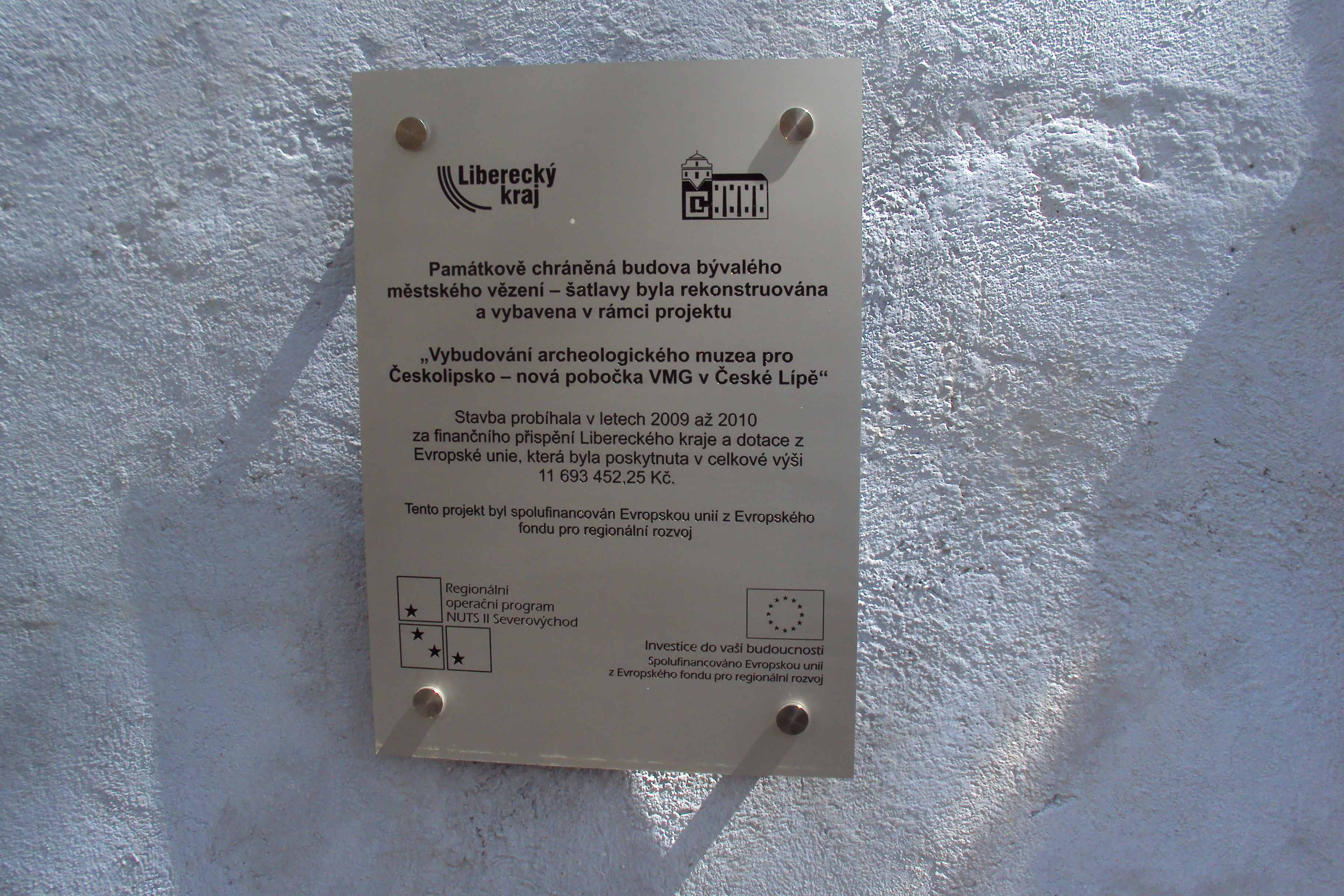
Infodeska u vchodu muzea o jeho zrodu

Budova je zapsaná v celostátním registru kulturních památek pod číslem 27882/5-2795.

## Současné využití

### Archeologické pracoviště
Během dostavby objektu ve Vězeňské ulici 189 se do upraveného podkroví přestěhovalo z hlavní budovy v klášterním areálu archeologické pracoviště Vlastivědného muzea a galerie v České Lípě (příspěvková organizace Libereckého kraje) spolu s částí depozit. Vedoucím pobočky je Vladimír Peša, Ph.D.

### Výstavní expozice
V přízemí bývalé šatlavy je řada propojených místností, kde byly instalovány zpravidla v zasklených panelech jednotlivé expozice nejen z Českolipska. Je zde zajištěn průvodce návštěvníků a instalován infobox s dotykovou obrazovkou. Malá výstavní část (kout) je věnována i šatlavě, tedy středověkému vězení a českolipskému katu. Je zde velká speleoarcheologická expozice z jeskyní a převisů Čech, Moravy a Slezska.
Muzeum je pro veřejnost otevřeno od dubna do konce října, v čase 9:00 - 12:00 a 13.00 - 17:00 hod. V květnu až září jsou expozice zpřístupněny denně kromě pondělí, mimo sezonu probíhají prohlídky pouze v sobotu a neděli. Pobočka je otevřená také ve dnech státních svátků. Fotografování je povoleno jen za poplatek a pro soukromou potřebu.
Muzeum se stalo členem Asociace muzeí a galerií České republiky.